# Ninjago: Geheimnis der Tiefe (The Island)
Geheimnis der Tiefe (Originaltitel The Island) ist ein Special der computeranimierten TV-Serie Ninjago (vor Staffel 11 Ninjago: Meister des Spinjitzu). Die Serie wurde von Michael Hegner und Tommy Andreasen entwickelt. Das Special, das nach Abenteuer in neuen Welten (Master of the Mountain) spielt, wurde in Deutschland im März 2021 ausgestrahlt und enthält 4 Folgen mit jeweils 11 Minuten, was das Special etwa so lang wie die Pilotfolgen macht. Die nachfolgende Staffel heißt ebenfalls Geheimnis der Tiefe.
Das Special folgt der Geschichte der Ninja, die zu einer von den Wächtern des Sturmamuletts bewohnten Insel reisen, welches eine Verbindung zur im Meer lebenden Kreatur namens Wojira hat. Als Wojira scheinbar aus ihrem Schlummer erwacht, müssen die Ninja die Wahrheit herausfinden, wenn sie sicher nach Hause zurückkehren wollen. In der Ministaffel wird ein Artefakt namens Sturm-Amulett eingeführt, das zusammen mit Wojira als wichtiges Handlungselement in Geheimnis der Teife (Seabound) wieder auftauchen wird. Außerdem kehrt Kevin Kiesel (inspiriert von LEGO: Die Abenteuer von Clutch Powers) zurück, eine Figur, die in der elften Staffel der Fernsehserie eingeführt wurde.

## Synchronisation
| Rolle              | Englischer Sprecher | Deutscher Sprecher   | Episoden      |
| Protagonisten      | Protagonisten       | Protagonisten        | Protagonisten |
| ------------------ | ------------------- | -------------------- | ------------- |
| Lloyd Garmadon     | Jillian Michaels    | Christian Zeiger     | 1–4           |
| Kai                | Vincent Tong        | Jörn Linnenbröker    | 1–4           |
| Jay Walker         | Michael Adamthwaite | Sebastian Kluckert   | 1–4           |
| Zane Julien        | Brent Miller        | Timo Kinzel          | 1–4           |
| Cole               | Kirby Morrow        | Dirk Stollberg       | 1–4           |
| Nya                | Kelly Metzger       | Magdalena Turba      | 1–4           |
| Meister Wu         | Paul Dobson         | Reinhard Scheunemann | 1, 3–4        |
| Misako             | Kathleen Barr       | Kerstin Draeger      | 1, 3–4        |
| Antagonisten       |                     |                      |               |
| Mammatus           | Paul Dobson         | Wolfgang Berger      | 2–4           |
| Ronin              | Brian Dobson        | Oliver Siebeck       | 4             |
| Weitere Charaktere |                     |                      |               |
| P.I.X.A.L.         | Jennifer Hayward    | Marieke Oeffinger    | 1             |
| Tingeli Tim        | Brian Drummond      | Harald Effenberg     | 1–4           |
| Siegfried Puttmann | Paul Dobson         | André Beyer          | 1             |
| Kevin Kiesel       | Ian James Corlett   | Arne Stephan         | 1, 3–4        |
| Dennis             | Sam Vincent         | Marco Eßer           | 1, 3–4        |

## Erscheinung
Am 14. Januar 2021 wurde ein offizielles Poster zum Special veröffentlicht, auf dem die Ninja und ein bewaffneter Totempfahl zu sehen sind. Ein erster Einblick wurde am 5. Februar 2021 auf dem Lego YouTube-Kanal veröffentlicht. Es folgte ein offizieller Trailer in voller Länge, der am 12. Februar 2021 veröffentlicht wurde. Ein englischer kurzer Clip zur Einführung des neuen Charakters Timothy Batterson (Spitzname Tingeli Tim) wurde am 2. März 2021 auf YouTube veröffentlicht und trägt den Titel Ninjas Meet Twitchy. Am 20. März 2021 wurde die Staffel schließlich vollständig ausgestrahlt.

## Handlung
Eine Expedition unter der Leitung von Sensei Wu, Misako, Kevin Kiesel und seinen Assistenten geht bei der Erkundung einer unbekannten Insel im Sturmgürtel schief und sie gehen verloren. Die Ninja müssen ihre Spur mit Hilfe von Tingeli Tim aufnehmen. Tim, der vor Jahren auf die Insel gereist ist, hat immer noch Angst davor, dorthin zurückzukehren, da er auf der Insel zwölf Mal vom Blitz getroffen wurde. Widerwillig erklärt er sich bereit, zu helfen. Nachdem sie die Reise zur Insel überlebt haben, beginnen die Ninja, die Insel zu erkunden, und entdecken dabei das verlassene Expeditionslager.
Auf ihrem Weg über die Insel freunden sich die Ninja unerwartet mit einem Drachen an und nennen ihn Dragi. Später geraten sie in einen Hinterhalt von lebenden Steinstatuen, die die elementaren Kräfte der Ninja nutzen können. Bei dem Versuch, den steinernen Wächtern zu entkommen, werden Nya, Zane, Kai und Cole von feindlichen Inselbewohnern, den Hütern des Amuletts, gefangen genommen und treffen in der Gefangenschaft auf Wu, Misako und Kevin Kiesel. Glücklicherweise gelingt es Lloyd und Tim zu entkommen. Als die Ninja zum Anführer der Hüter gebracht werden, beschuldigt er sie, ein Artefakt namens Sturm-Amulett zu stehlen, das vom Kopf einer riesigen Seeschlange namens Wojira abgetrennt wurde und die Bestie in einen tiefen Schlaf versetzt hat. Seit Tausenden von Jahren haben die Hüter dem Ersten Spinjitzu-Meister geschworen, das Amulett vor Wojira zu schützen.
Die Ninja werden gefangen genommen, während Jay von den Hütern an einen unbekannten Ort gebracht wird, wo sie ihn als Geschenk bezeichnen. Lloyd findet das Dorf der Hüter und befreit die Ninja mit der Hilfe von Dragi. In der Zwischenzeit versucht Kevin Kiesel, das Amulett zu stehlen, aber er und die Ninja werden wieder gefangen genommen. Sie müssen mit ansehen, wie Jay von den Wächtern geopfert wird, um den wiedererweckten Geist von Wojira zu besänftigen.
Als Lloyd jedoch einen hölzernen Zahn findet, beginnt er zu vermuten, dass Wojira eine Fälschung ist. Er informiert den Häuptling, der ihm erzählt, dass die Hüter seit Wojiras Rückkehr ihre Schätze verschenken, um sie zu besänftigen. Als Jay eine versteckte Höhle an der Küste erreicht, entdeckt er, dass es sich um ein geheimes Versteck für Verbrecher handelt, die aus dem kryptonischen Gefängnis geflohen sind, und dass Ronin den Plan ausgeheckt hat, die Hüter auszutricksen, damit sie ihm ihre Schätze geben. Während die Ninja gegen Ronins Handlanger kämpfen, versucht Ronin zu fliehen, wird aber von Tim aufgehalten, der seine Angst überwindet und in sein gefälschtes Wojira-Boot kracht. In der Folge versucht Kevin Kiesel erneut, das Sturmamulett zu stehlen, wird aber von Nya aufgehalten, und die Ninja freunden sich mit den Wächtern an. In der Schlussszene wird die echte Wojira schlafend in einem Tempel auf dem Grund des Ozeans gezeigt, mit einem weiteren Amulett auf der Stirn.

## Episoden
| Nr. (ges.) | Nr. (St.) | Deutscher Titel         | Originaltitel             | Regie           | Drehbuch                  | Premiere USA  | Dt. Premiere D |
| ---------- | --------- | ----------------------- | ------------------------- | --------------- | ------------------------- | ------------- | -------------- |
| 161        | 1         | Die geheime Insel       | Uncharted                 | Daniel Ife      | Bragi Schut               | 7. März 2021  | 20. März 2021  |
| 162        | 2         | Die Hüter des Amuletts  | The Keepers of the Amulet | Shane Poettcker | Kevin Burke & Chris Wyatt | 7. März 2021  | 20. März 2021  |
| 163        | 3         | Das Geschenk namens Jay | The Gift of Jay           | Wade Cross      | Bragi Schut               | 14. März 2021 | 20. März 2021  |
| 164        | 4         | Der Zahn der Wojira     | The Tooth of Wojira       | Daniel Ife      | Kevin Burke & Chris Wyatt | 14. März 2021 | 20. März 2021  |